# KFM 107

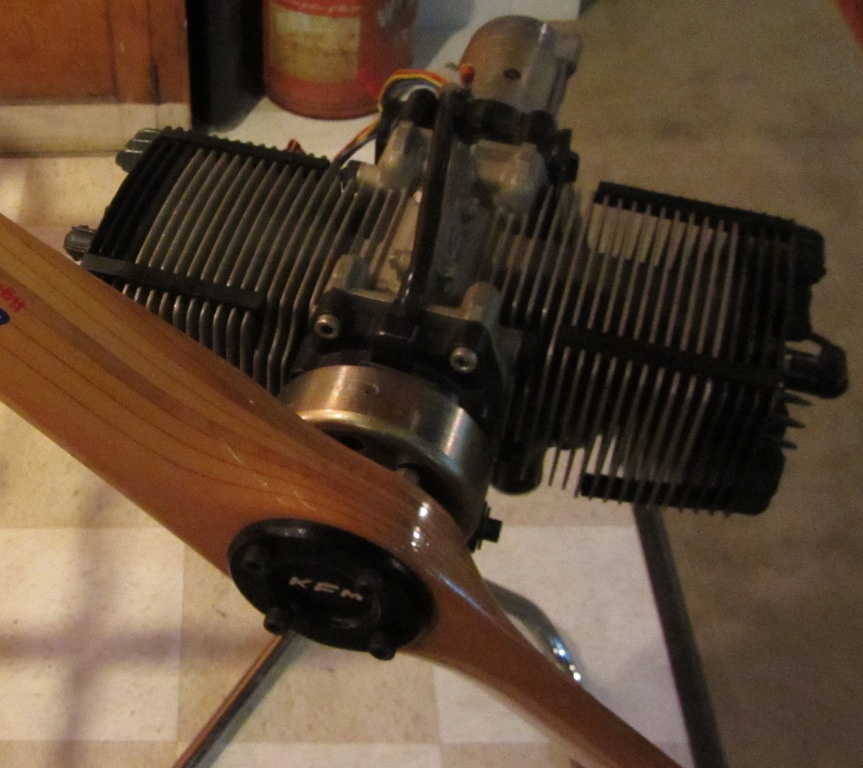
KFM107 in esposizione

Il KFM 107 è un motore aeronautico a due tempi, a due cilindri contrapposti, con accensione singola progettato per velivoli ultraleggeri e motoalianti.
Il motore era stato progettato e prodotto dalla KFM (Komet Flight Motor) Divisione Motori Aeronautici della IAME Italian American Motor Engineering ed è fuori produzione dal 1986.